# Más allá de la alambrada
Más allá de la alambrada es una película  de España , dirigida por Pau Vergara en 2004.

## Sinopsis
Documental que cuenta la historia de los miles de republicanos españoles que fueron deportados al campo de exterminio de Mauthausen. En ese campo de concentración nazi murieron más de 5000 españoles. A través de testimonios inéditos de los supervivientes se conocerá el trágico destino que les esperaba tras la pérdida de la Guerra civil y su paso por el ejército francés, hasta la deportación. 